# موسى كاظم بك
موسى كاظم بك (1895-1980)، وهو رجل قانوني وإداري ووزير عراقي في العهد الملكي، واسمه مركب (موسى كاظم) كتسمية معظم العوائل البغدادية قديماً، ونسبه موسى بن عثمان بن محمد أفندي آل شاكر، وشاكر أفندي رجل عربي مسلم، من أصول عائلة تركية ترجع بنسبها إلى القبائل العربية التي كانت تسكن بلاد الأناضول ( تركيا حاليا)، من مدينة إزمير، قدم جدهُ الأعلى إلى بغداد مع الحملةِ التي جاء بها السلطان العثماني مراد الرابع في عام 1048 هـ/1638م. 

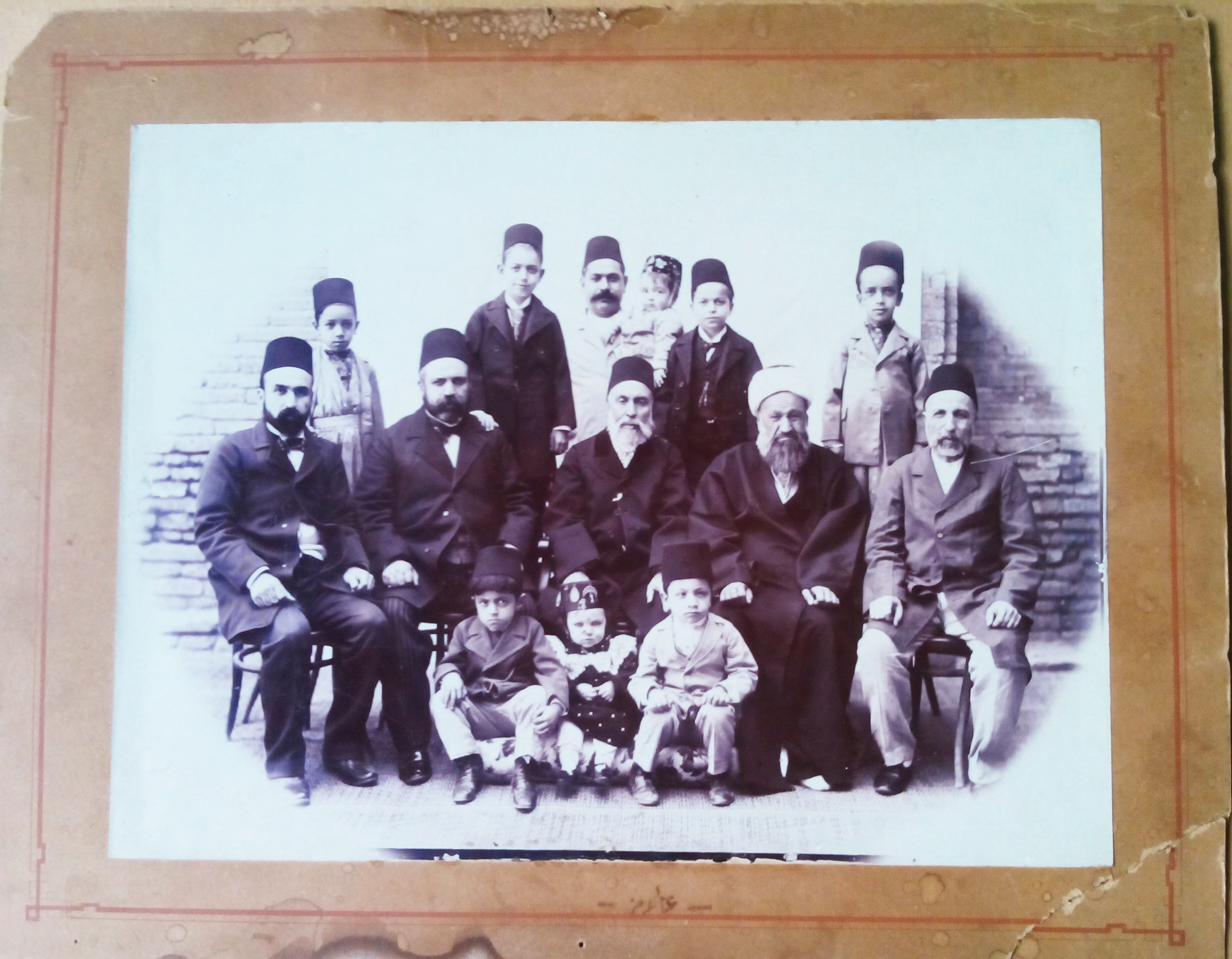
صورة عائلة شاكر افندي ويظهر موسى واقفا (فوق الكرسي لان عمره لا يتعدى الخمس سنوات هنا) الأول من اليسار عام 1900

## حياته ونشأته
ولد موسى في محلة الدنكجية في جانب الرصافة من بغداد، عام 1313 هـ/1895م، ونشأ يتيماً حيث توفي والدهُ عثمان أفندي بمرض الهيضة الذي انتشر وقتها كوباء في البصرة في عام 1895 نفس عام ولادتهِ.
كان والدهُ ممن تعتمد عليهم الدولة العثمانية في ولاية البصرة حيث شغل منصب رئيس محاكم تمييز ولاية البصرة.
وكان لعائلته مجلساً في بغداد يعرف بمجلس آل شاكر أفندي.
تعلم موسى القرآن وهو صغير ودرس على يد علماء بغداد، ثم أكمل دراسته الأولية في المدارس البغدادية وسافر لنيل الشهادة من مدارس إسطنبول، وله خمسةُ أولاد وبنت واحدة، ومن أولادهِ الطبيب غسان موسى كاظم، والطبيب عبد الرزاق موسى كاظم.

## دراسته
سافر إلى مدينة إسطنبول وألتحق بالكلية العسكرية وتخرج منها ثم درس في كلية الحقوق في بغداد ونال شهادة البكالوريوس في القانون عام 1928.

## وظائفه

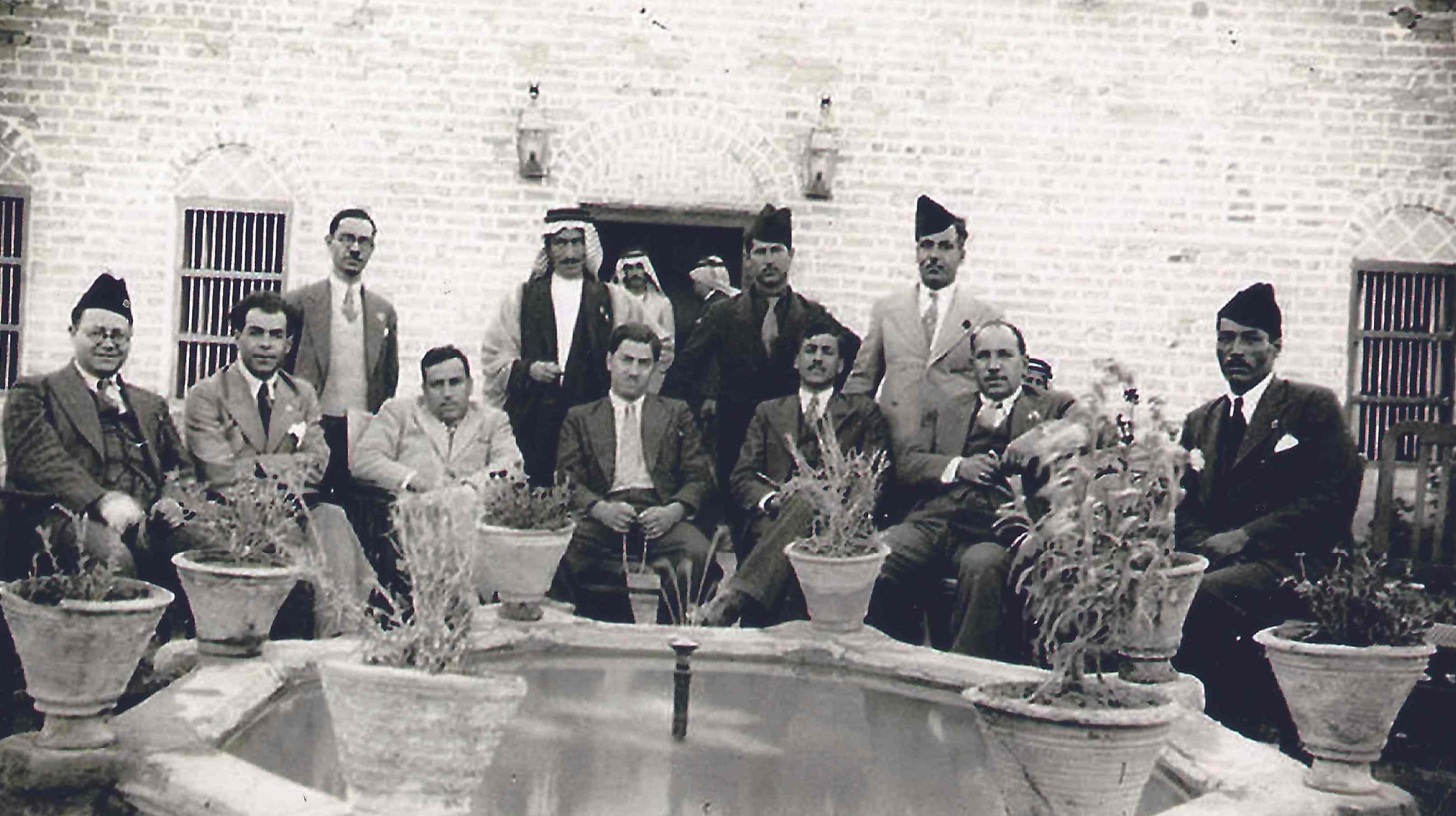
في منطقة الفيصلية (المشخاب حاليا) في 19 آذار عام 1937 ويظهر في الصورة موسى كاظم بك (الثاني من اليمين) مع مجموعة من أهالي المشخاب.

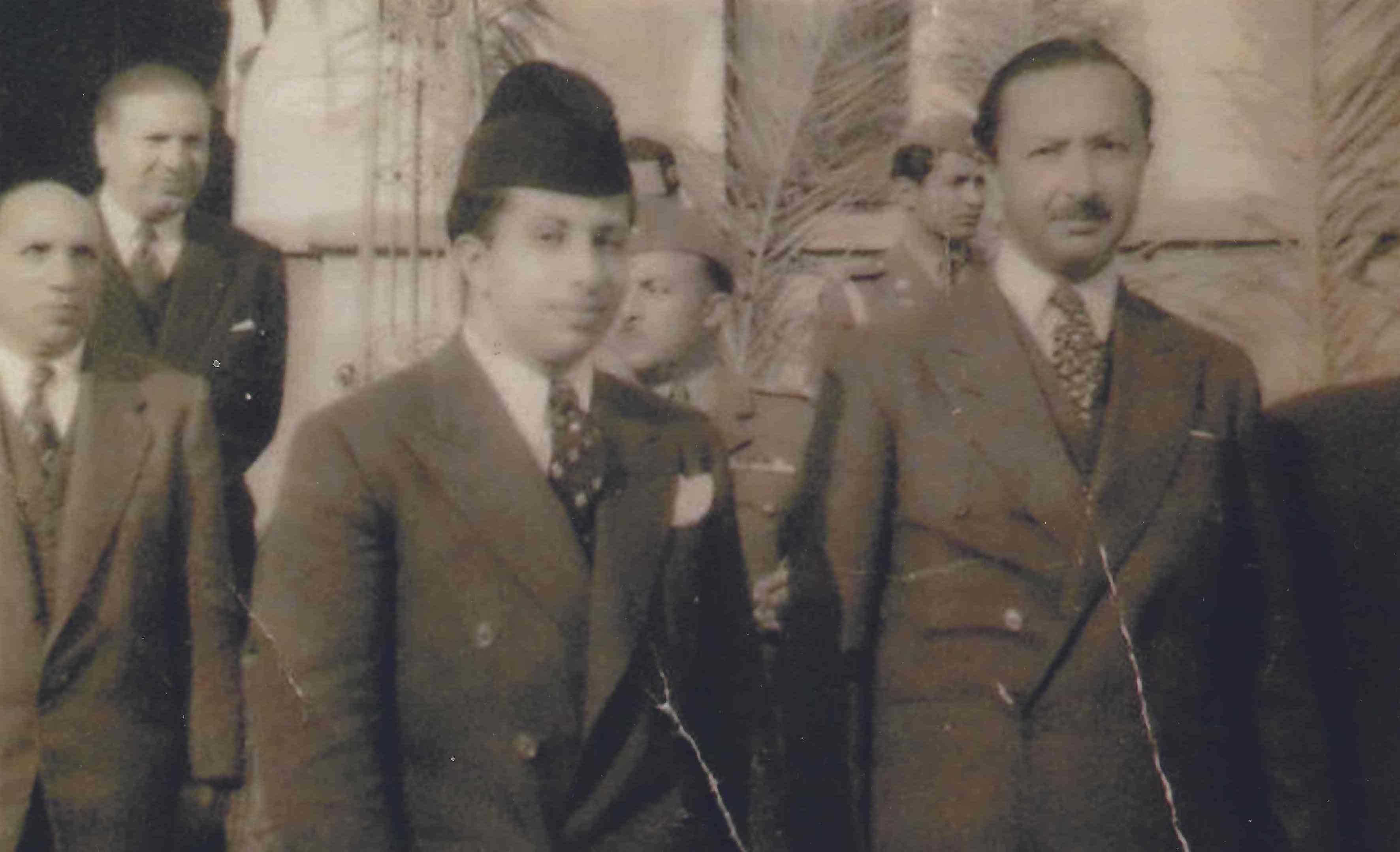
الملك فيصل الثاني مع خاله عبد الاله ويظهر خلفهم إلى يسار الصورة (موسى كاظم بك) متصرف لواء الديوانية في عام 1953م، وذلك بعد تتويج الملك فيصل الثاني حيث قام الوصي مع الملك بجولة في ألوية العراق فترة العهد الملكي. وقد اخذت هذه الصورة عند زيارة الملك للواء الديوانية.

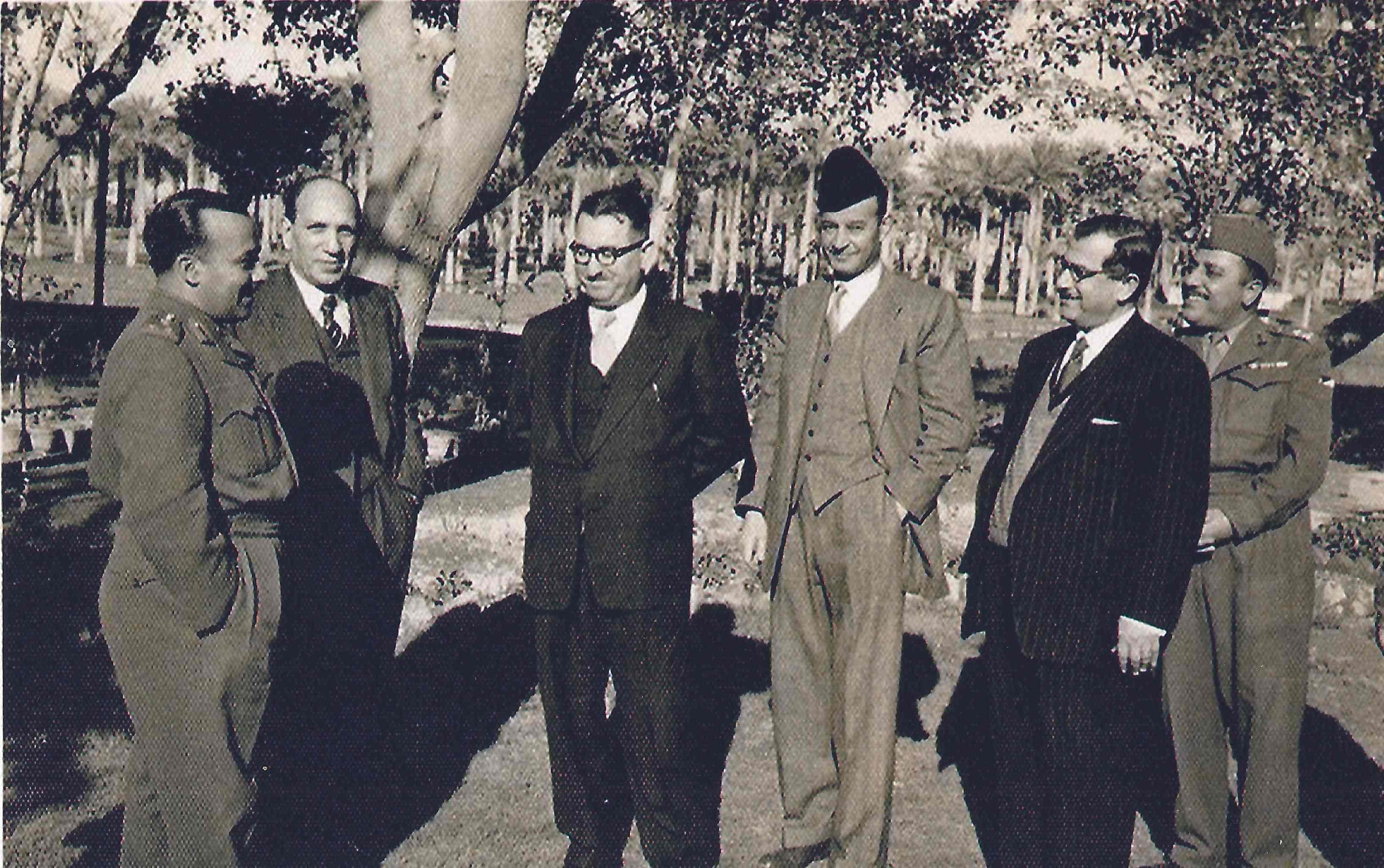
مع مجموعة من أعيان العهد الملكي ويظهر الثاني من اليمين عبد الرحمن البزاز، والثالث من اليسار محمد فاضل الجمالي وبجانبه موسى كاظم الثاني من اليسار في حفل أقيم بمناسبة نقل (موسى كاظم بك) من منصب متصرف لواء الديوانية إلى مديرية التفتيش ببغداد خلال عهد المملكة العراقية عام 1954

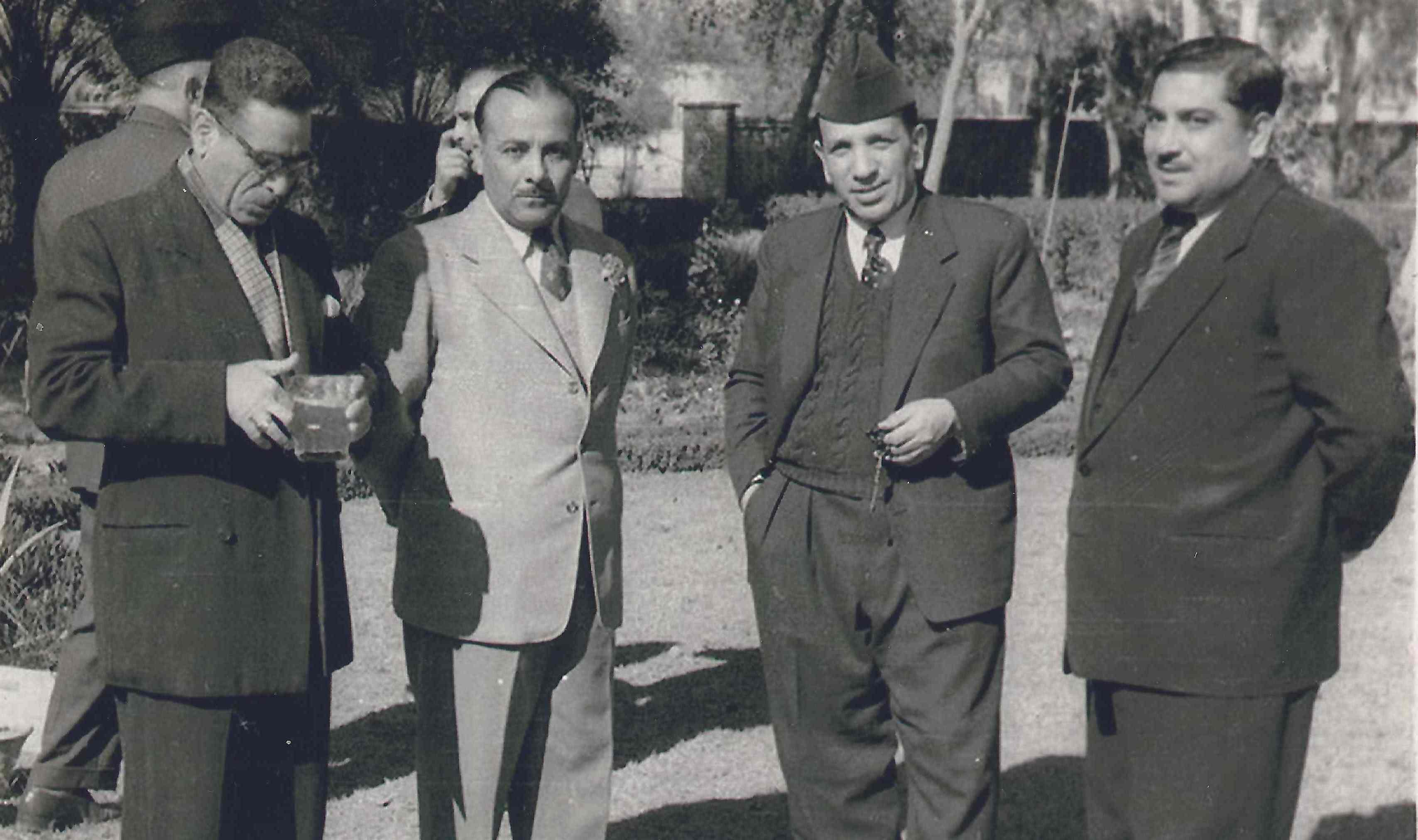
موسى كاظم بك (الثاني من اليمين) مع مجموعة من أعيان المملكة العراقية في عام 1954

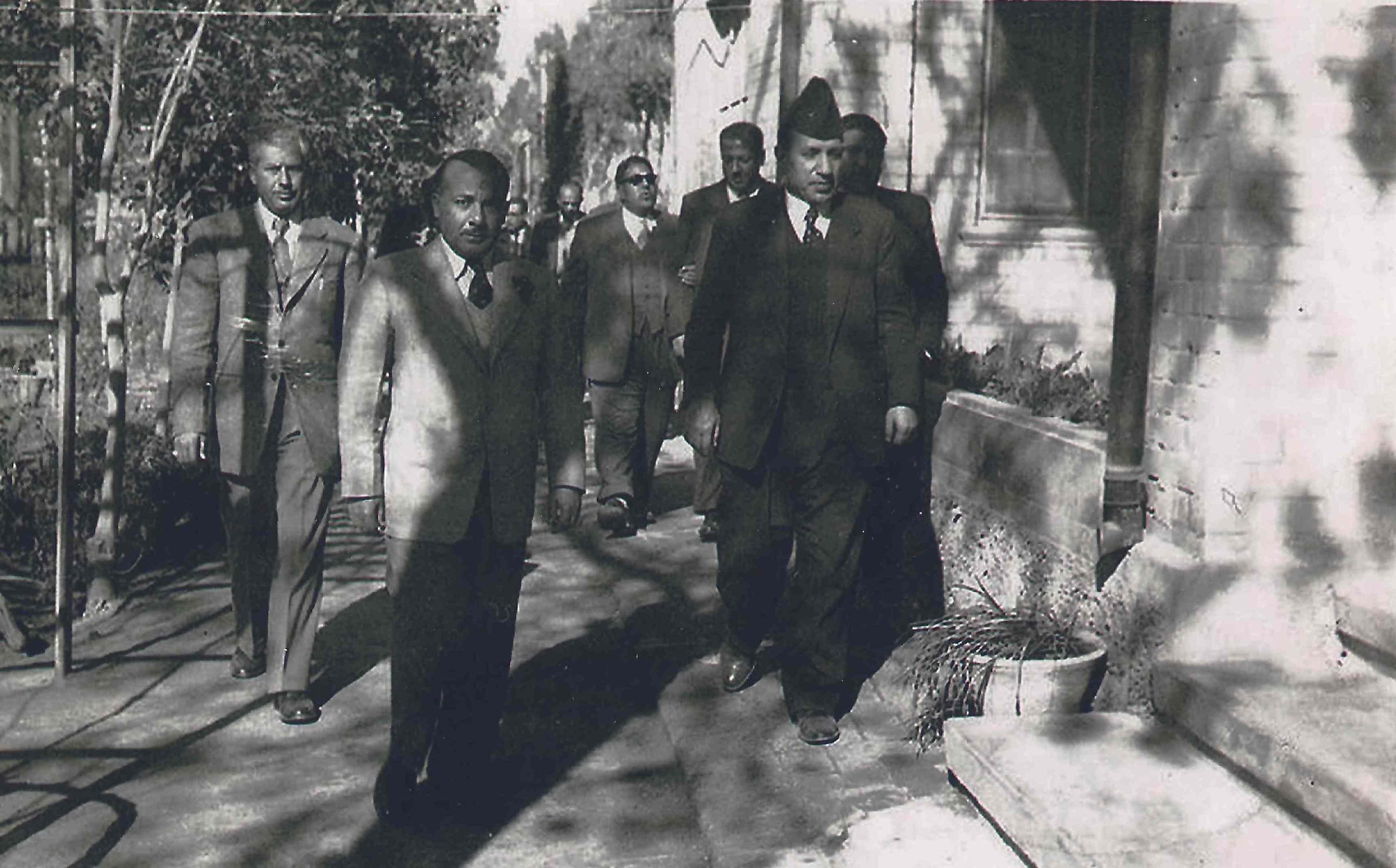
موسى كاظم بك (الأول من اليمين) مع مجموعة من أعيان المملكة العراقية في عام 1954

- شارك في الحرب العالمية الأولى في جيش الدولة العثمانية برتبة نائب ضابط ثم رقي إلى رتبة ملازم أول عند انتهاء الحرب.
- بعد حملة بلاد الرافدين وسقوط بغداد ونشوء دولة المملكة العراقية، ألتحق بالجيش العراقي عند تأسيسه، وكان من الضباط الأوائل، ثم عمل في وظائف الدولة في عهد المملكة العراقية والتحق للخدمة في شهر نيسان عام 1921، وتدرج في الوظائف حتى رقي إلى منصب مدير تحرير متصرفية لواء بغداد في عهد جميل المدفعي عام 1928.
- رفع ونقل إلى منصب قائمقام قضاء عفك في تشرين الأول 1931.
- معاون تسوية حقوق الأراضي في الفلوجة والكاظمية وسلمان باك في أيار 1933.
- قائمقام قضاء أبي صخير عام 1935.
- مميز الإسكان في ديوان وزارة الداخلية في كانون الأول 1938.
- قائمقام قضاء الحي في آب 1940.
- قائمقام قضاء الفلوجة في كانون الأول 1941.
- مدير ورئيس التسوية في قضاء بعقوبة في شباط 1942.
- متصرف لواء المنتفك (الناصرية حاليا)، في تشرين ثاني 1943.
- متصرف لواء الحلة ثم متصرف لواء السليمانية، في آذار 1946.
- متصرف لواء ديالى، في تشرين الثاني 1946.
- متصرف لواء العمارة. في كانون الأول 1947.
- نقل مديرا عاما للأوقاف في تشرين الثاني عام 1950[6]، وكان لهُ دور في الحفاظ على أموال الأوقاف التي تعود للمساجد إذ أصدر قراراً عندما كان مدير الأوقاف بسحب الأموال المجمدة من المصارف كأمانات والتي قد تفقد قيمتها بمرور الزمن وأمر باستثمارها لشراء الأراضي الزراعية والدور والعقارات وجعل ريعها وأرباحها لمساجد العراق.
- مدير الداخلية العام (وزير الداخلية حالياً)، في آب 1952.
- متصرف لواء الديوانية، (بعهد وزارة نور الدين محمود) في شهر كانون الثاني 1953.
- نقل إلى التفتيش الإداري في بغداد بمنصب مفتش إداري في كانون الثاني 1954.
- أحيل على التقاعد في تموز 1954.[7]
- منح وسام الرافدين من الدرجة الثالثة من قبل الملك فيصل الثاني لأخلاصهِ ووفائهِ.

وبعد احالته على التقاعد مارس مهنة المحاماة لفترة خمسة عشر عاماً.
لقد كان الإداري موسى كاظم بك محبوباً من قبل أهالي بغداد، ولهُ شعبية واسعة بينهم نتيجة تواضعهِ ودماثة خلقهِ.

## وفاته
توفي في دارهِ الواقعة في شارع الحريري ببغداد في 27 جمادي الأول 1400 هـ/ 12 نيسان/أبريل 1980م.